# 阿罗芒什莱班
阿罗芒什莱班（法語：Arromanches-les-Bains，法語發音：[aʁɔmɑ̃ʃ le bɛ̃] ⓘ），简称阿罗芒什，是法国卡尔瓦多斯省的一个市镇，位于该省西北部，拉芒什海峡南岸，属于巴约区。阿罗芒什莱班为二战时期卡昂战役中同盟军的登陆地。

## 地理
阿罗芒什莱班（49°20'21"N, 0°37'21"W）面积1.37 平方千米，位于法国诺曼底大区卡爾瓦多斯省，该省份为法国西北部沿海省份，北濒大西洋英吉利海峡，东北与滨海塞纳省以海上边界相接，东临厄尔省，南至奧恩省，西与芒什省接壤。
与阿罗芒什莱班接壤的市镇（或旧市镇、城区）包括：里村、圣科姆德弗雷内、滨海特拉西。

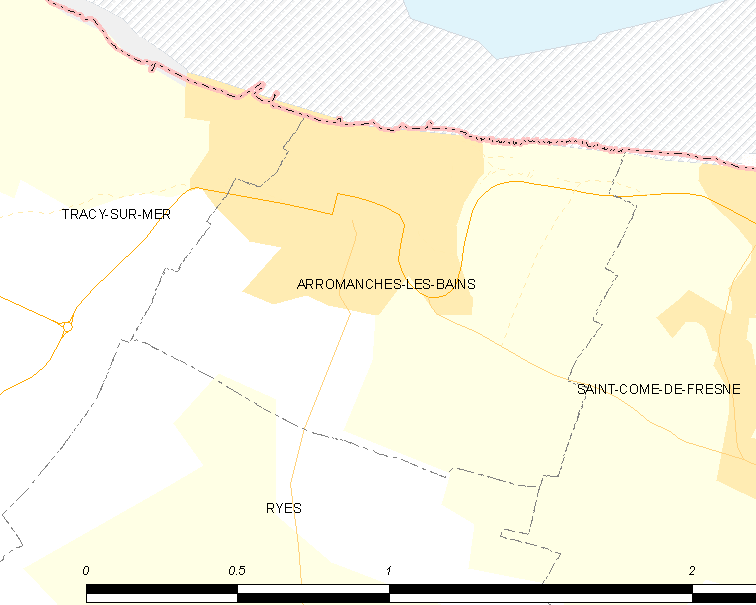
阿罗芒什莱班的OSM定位图

阿罗芒什莱班的时区为UTC+01:00、UTC+02:00（夏令时）。

## 行政
阿罗芒什莱班的邮政编码为14117，INSEE市镇编码为14021。

## 政治
阿罗芒什莱班所属的省级选区为滨海库尔瑟勒县。

## 人口

1962-2008年间阿罗芒什莱班人口变化图示

阿罗芒什莱班于2022年1月1日时的人口数量为431人。